# Honea Path
Honea Path és una població dels Estats Units a l'estat de Carolina del Sud. Segons el cens del 2000 tenia 3.504 habitants.

## Demografia
Segons el cens del 2000, Honea Path tenia 3.504 habitants, 1.535 habitatges i 1.037 famílies. La densitat de població era de 387,7 habitants/km².
Dels 1.535 habitatges en un 25% hi vivien nens de menys de 18 anys, en un 45,5% hi vivien parelles casades, en un 18,2% dones solteres, i en un 32,4% no eren unitats familiars. En el 30,2% dels habitatges hi vivien persones soles el 16,9% de les quals corresponia a persones de 65 anys o més que vivien soles. El nombre mitjà de persones vivint en cada habitatge era de 2,25 i el nombre mitjà de persones que vivien en cada família era de 2,75.
Per edats la població es repartia de la següent manera: un 21,8% tenia menys de 18 anys, un 7,9% entre 18 i 24, un 23,5% entre 25 i 44, un 24,5% de 45 a 60 i un 22,3% 65 anys o més.
L'edat mediana era de 42 anys. Per cada 100 dones de 18 o més anys hi havia 81,6 homes.
La renda mediana per habitatge era de 30.938 $ i la renda mediana per família de 38.980 $. Els homes tenien una renda mediana de 28.635 $ mentre que les dones 24.107 $. La renda per capita de la població era de 17.643 $. Entorn del 10,9% de les famílies i el 14,9% de la població estaven per davall del llindar de pobresa.

## Poblacions més properes
El següent diagrama mostra les poblacions més properes.